# Eleição legislativa da França em 1967

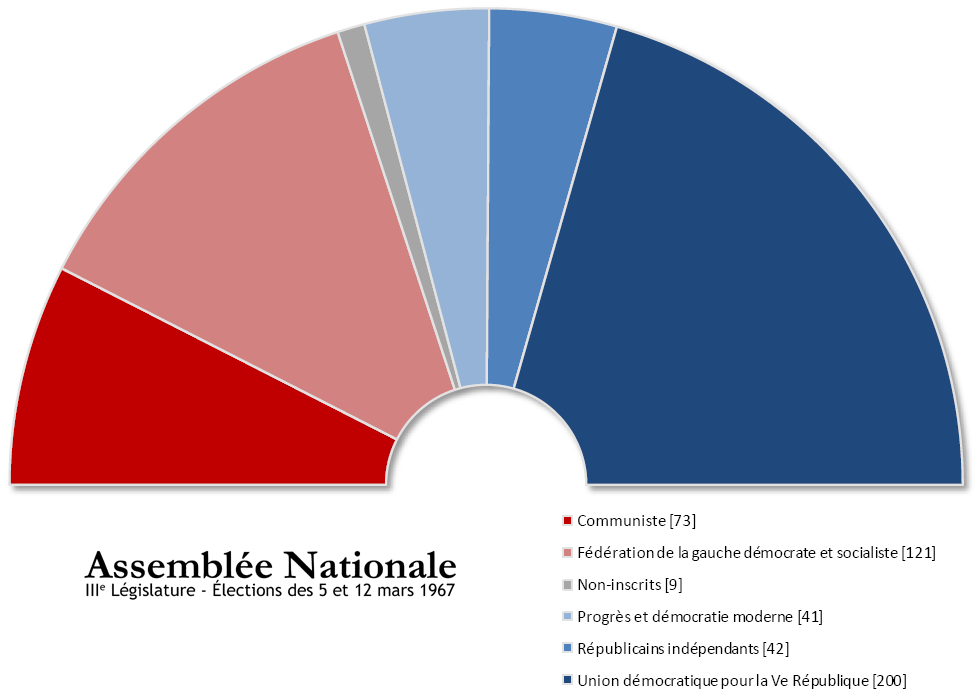
Assembleia Nacional Francesa após as eleições de março de 1967

A eleição legislativa da França de 1967 ocorreu a 5 de Março e 12 de Março e, serviram para eleger os 487 deputados da Assembleia Nacional da França.

## Análise
A eleição presidencial da França em 1965 e os seus surpreendentes resultados trouxeram novas realidades a estas eleições.
Jean Lecaunet, terceiro classificado em 1965, uniu-se o seu partido, Movimento Republicano Popular, com outros partidos conservadores de centro-direita, criando o Centro Democrático, de linha democrata-cristã, defensor do federalismo europeu e crítico do eurocepticismo do gaullismo.
François Mitterrand, o político que defrontou De Gaulle em 1965 na segunda volta, conseguiu unir os diversos partidos de centro-esquerda, em especial, a SFIO e o Partido Radical, numa coligação eleitoral, a Federação da Esquerda Democrática e Socialista. Como em 1965, o centro-esquerda assinou, apesar de diversas dificuldades, um pacto eleitoral com o Partido Comunista Francês, de forma a concentrar o voto da esquerda e combater o domínio gaullista.
Quanto aos gaullistas, agora com o novo nome de União dos Democratas pela República, concorreram coligados com o pequeno partido de centro-direita, Republicanos Independentes.
Os resultados eleitorais, tal como em 1965, foram uma desilusão para os gaullistas, que se ficaram  pelos 37,73% dos votos na primeira volta e, apesar de alguma recuperação na segunda volta, ficaram com 243 deputados, falhando, por 1 deputado, a maioria parlamentar. Este resultado significava que os gaullistas ficavam dependentes dos democratas-cristãos, que conquistaram 12,64% dos votos na primeira volta.
Os partidos de centro-esquerda e esquerda conseguiram resultados positivos, com os comunistas a reforçarem o papel de maior partido de esquerda, enquanto que a coligação de centro-esquerda obteve um excelente resultado, com 19,0% dos votos e 117 deputados.
Após as eleições, Georges Pompidou continuou como primeiro-ministro da França, liderando um governo gaullista com apoio dos conservadores e democratas-cristãos.

## Resultados oficiais
| Partido                                    | Partido                                        | Partido                                                          | 1ª Volta       | 1ª Volta        | 1ª Volta   | 2ª Volta       | 2ª Volta        | 2ª Volta  | Lugares   | Lugares |
| Partido                                    | Partido                                        | Partido                                                          | Votos          | %               | +/-        | Votos          | %               | +/-       | Total     | +/-     |
| ------------------------------------------ | ---------------------------------------------- | ---------------------------------------------------------------- | -------------- | --------------- | ---------- | -------------- | --------------- | --------- | --------- | ------- |
|                                            |                                                | União dos Democratas pela República - Republicanos Independentes | 8 448 082      | 37,73 / 100,00  | 0,15       | 7 972 908      | 42,60 / 100,00  | 7,22      | 243 / 487 | 12      |
|                                            | Centro Democrático                             | 2 829 995                                                        | 12,64 / 100,00 | 4,10            | 1 328 777  | 7,10 / 100,00  | 1,65            | 41 / 487  | 23        |         |
|                                            | Direita Diversa                                | 1 140 748                                                        | 5,10 / 100,00  | -               | 702 352    | 3,73 / 100,00  | -               | 9 / 487   | -         |         |
| Maioria Presidencial (Direita parlamentar) | Maioria Presidencial (Direita parlamentar)     | 12 418 825                                                       | 55,47 / 100,00 | 0,85            | 10 004 037 | 53,43 / 100,00 | 1,84            | 293 / 487 | 31        |         |
|                                            |                                                | Partido Comunista Francês                                        | 5 039 032      | 22,51 / 100,00  | 0,67       | 3 998 790      | 21,37 / 100,00  | 0,43      | 73 / 487  | 32      |
|                                            | Federação da Esquerda Democrática e Socialista | 4 224 110                                                        | 18,96 / 100,00 | 1,37            | 4 505 329  | 24,08 / 100,00 | 1,57            | 117 / 487 | 8         |         |
|                                            | Partido Socialista Unificado                   | 495 412                                                          | 2,21 / 100,00  | 0,12            | 173 466    | 0,93 / 100,00  | 0,03            | 4 / 487   | 2         |         |
| Esquerda parlamentar                       | Esquerda parlamentar                           | 9 758 554                                                        | 43,68 / 100,00 | 0,82            | 8 677 585  | 46,38 / 100,00 | 2,08            | 194 / 487 | 42        |         |
|                                            | Aliança Republicana pelo Progresso e Liberdade | Aliança Republicana pelo Progresso e Liberdade                   | 191 232        | 0,85 / 100,00   | Novo       | 28 347         | 0,15 / 100,00   | Novo      | 0 / 487   |         |
| Votos Inválidos                            | Votos Inválidos                                | Votos Inválidos                                                  | 521 365        | 2,27 / 100,00   | 0,82       | 662 363        | 3,41 / 100,00   | 0,80      |           |         |
| Total                                      | Total                                          | Total                                                            | 22 910 839     | 100,00 / 100,00 |            | 19 402 444     | 100,00 / 100,00 |           | 487 / 487 | 11      |
| Eleitorado/Participação                    | Eleitorado/Participação                        | Eleitorado/Participação                                          | 28 242 549     | 81,12 / 100,00  | 12,43      | 24 313 488     | 79,80 / 100,00  | 7,79      |           |         |